# Långtjärnen (Rättviks socken, Dalarna, 677548-149224)
Långtjärnen är en sjö i Rättviks kommun i Dalarna och ingår i Dalälvens huvudavrinningsområde.